# میلان کوچان
میلان کوچان (Milan Kučan) (زاده ۱۴ ژانویه ۱۹۴۱) رئیس جمهور اسلوونی از ۱۹۹۰ تا ۲۰۰۲ بود. وی در روند استقلال این کشور از یوگسلاوی به این سمت انتخاب شد.